# Тельтов-канал

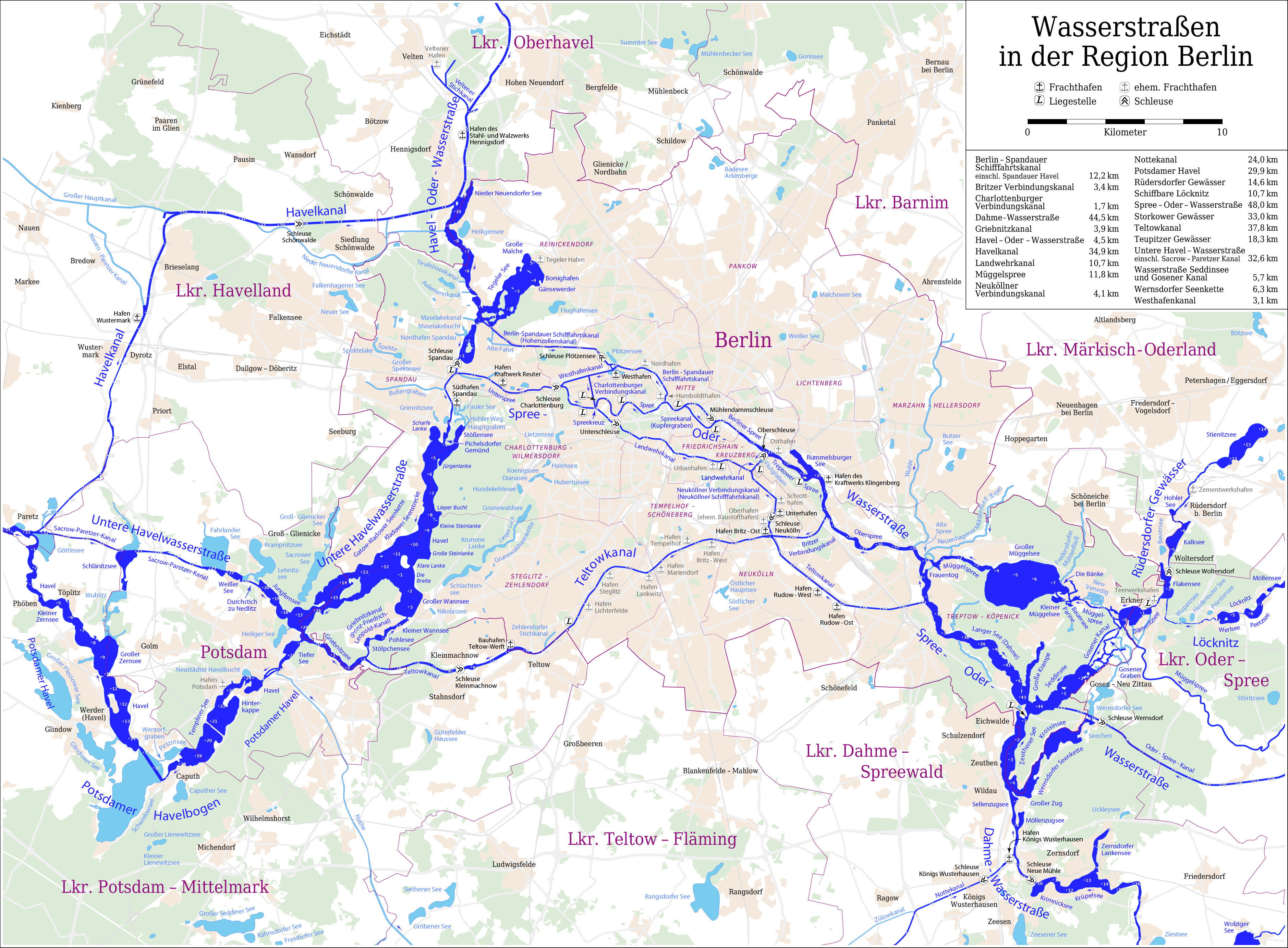
Водные пути в окрестностях Берлина. Тельтов-канал расположен в центре.

Те́льтов-канал (нем. Teltowkanal, сокр. TeK) — канал, проложенный через юго-восточную часть Берлина и Бранденбург. Назван по городу Тельтов, через который канал проходит. Был прорыт в 1900—1906 годах. Во время штурма Берлина по Тельтов-каналу проходила линия немецкой обороны, для прорыва которой советская сторона сосредоточила более 650 стволов на километр фронта.
Канал имеет длину 37,83 километра и соединяет реку Хафель рядом с Потсдамом с рекой Даме. Даме даёт выход на канал Одер-Шпре, реку Одру и в Польшу. Хотя Даме является притоком Шпрее, имеющей судоходный приток Хафель, путь через Тельтов-канал является более выгодным, так как позволяет обойти центр Берлина с его напряжённым речным движением.
В западной части Тельтов-канал имеет выход на озеро Грибницзе, с которой Хафель соединяется в Потсдаме. Грибниц-канал даёт второй выход на Хафель из восточной части Грибницзе. С восточного конца Тельтов-канал соединяется с Ландвер-каналом посредством Нойкёльнского судоходного канала и с Шпрее посредством Брицского соединительного канала.
На канале существует только один шлюз, расположенный в Клайнмахнове. Канал может пропускать суда с осадкой до 1,75 метра и высотой до 4,4 метра над ватерлинией.